# 墨西哥共产党 (2011年)
墨西哥共产党（西班牙語：Partido Comunista de México，缩写为PCM）是墨西哥的一个共产主义政党。该党成立于1994年11月20日，原称墨西哥共产党人党，2011年11月20日改用现名。它的意识形态是共产主义、马克思列宁主义。总部位于墨西哥城。它的下属青年组织是墨西哥共产主义青年。它是共产党和工人党国际会议的成员。